# Staehelina corymbosa
Staehelina corymbosa là một loài thực vật có hoa trong họ Cúc. Loài này được Thunb. miêu tả khoa học đầu tiên năm 1800.